# Кинонаграда MTV за лучший WTF момент
Список лауреатов и номинантов кинонаграды MTV в категории Лучший WTF Момент:
| Церемония | Год церемонии | Лауреат | Номинанты |
| --------- | ------------- | --- | --- |
| 18-я      | 2009          | Эми Полер — Ой, мамочки                                                                                        | Анджелина Джоли — Особо опасен Аюш Махеш Кхедекар — Миллионер из трущоб Джейсон Сигел и Кристен Белл — В пролёте Бен Стиллер — Солдаты неудачи                                                                                                   |
| 19-я      | 2010          | Кен Джонг — Мальчишник в Вегасе                                                                                | Билл Мюррей — Добро пожаловать в Zомбилэнд Бетти Уайт — Предложение Изабель Лукас — Трансформеры: Месть падших Меган Фокс — Тело Дженнифер |
| 20-я      | 2011          | Джастин Бибер — Джастин Бибер: Никогда не говори никогда                                                       | Джеймс Франко — 127 часов Леонардо Ди Каприо и Эллен Пейдж — Начало Натали Портман — Чёрный лебедь Стив-О — Чудаки 3D |
| 21-я      | 2012          | Кристен Уиг, Майя Рудольф, Роуз Бирн, Мелисса Маккарти, Венди Маклендон-Кови и Элли Кемпер — Девичник в Вегасе | Брайс Даллас Ховард — Прислуга Джона Хилл и Роб Риггл — Мачо и ботан Райан Гослинг — Драйв Том Круз — Миссия невыполнима: Протокол Фантом |
| 22-я      | 2013          | Джейми Фокс и Сэмюэл Л. Джексон — Джанго освобождённый                                                         | Анна Кэмп — Идеальный голос Дензел Вашингтон — Экипаж Хавьер Бардем — 007. Координаты: «Скайфолл» Сет Макфарлейн — Третий лишний |
| 23-я      | 2014          | Леонардо Ди Каприо — Волк с Уолл-стрит                                                                         | Камерон Диас — Советник Ченнинг Тейтум и Дэнни Макбрайд — Конец света 2013: Апокалипсис по-голливудски Джонни Ноксвилл и Джексон Николл — Несносный дед Стив Карелл, Уилл Феррелл, Пол Радд и Дэвид Кокнер — Телеведущий 2: И снова здравствуйте |
| 24-я      | 2015          | Сет Роген и Роуз Бирн — Соседи. На тропе войны                                                                 | Розарио Доусон и Андерс Холм — Топ-5 Джона Хилл — Мачо и ботан 2 Джейсон Судейкис и Чарли Дэй — Несносные боссы 2 Майлз Теллер — Одержимость |